# Maria di Montpellier
Maria di Montpellier. In francese Marie de Montpellier, in tedesco Maria von Montpellier, in fiammingo, Maria van Montpellier e in inglese Marie of Montpellier, in spagnolo, in asturiano, in aragonese, in portoghese e in galiziano, María de Montpellier, in catalano Maria de Montpeller e in basco Maria Montpellierrekoa (1180 circa – Roma, 21 aprile 1213) fu viscontessa consorte di Marsiglia, dal 1190 circa al 1192, Contessa consorte di Comminges, dal 1197 al 1201, signora di Montpellier, regina consorte di Aragona e contessa consorte di Barcellona e delle altre contee catalane dal 1204 al 1213.

## Origine
Secondo il Diccionario biográfico español, Real Academia de la Historia e per la Gran enciclopedia catalana Maria era figlia del signore di Montpellier Guglielmo VIII e di Eudocia Comnena, figlia dell'imperatore Manuele Comneno,, quindi nipote dell'imperatore di Costantinopoli  come confermano anche la Chronica Albrici Monachi Trium Fontium e la Cronaca Piniatense.

Guglielmo VIII, secondo il documento CCXXVIII della Histoire générale de Languedoc, Tome IV era figlio del signore di Montpellier Guglielmo VII e di Matilde di Borgogna, figlia di Ugo II di Borgogna, come confermato dal testamento dello stesso Guglielmo nello Spicilegium, Volume 3.

Blasone dei Signori di Montpellier.

## Biografia
Maria fu l'unica figlia dei suoi genitori, che quando era ancora piccola si separarono e la madre entrò in convento e suo padre si unì in matrimonio (bigamo) con Ines Perez, che fu veramente matrigna per Maria, che ancora undicenne, in prime nozze, fu data in moglie al visconte di Marsiglia, Raimondo Goffredo, detto Barral (figlio di Ugo Goffredo, visconte di Marsiglia e di Cecilia d'Aurons, come conferma il documento n° 211 della Gallia christiana novissima, Volume 2), con la clausola che avrebbe rinunciato alla signoria di Montpellier; Maria, per Raimondo Goffredo, detto Barral, era la seconda moglie</ref>,

Il 13 dicembre 1192 Maria rimase vedova e il padre, nel dicembre del 1197 la risposò al Conte di Comminges (in Alta Garonna), Bernardo IV; questo secondo matrimonio viene confermato dallo Spicilegium, Volume 3; Bernardo IV, secondo la Histoire Générale de Languedoc 2nd Edn. Tome V, Preuves, era figlio del Conte di Comminges, Bernardo III di Comminges, detto Dodon (de iste Dodo exivit B. iste comes) e, come conferma la La Vasconie. Tables Généalogiques, della moglie, Laurentia, figlia del conte di Tolosa, di Rouergue o di Rodez, duca di Settimania o di Narbona e marchese di Provenza, Alfonso Giordano e di Faydide o Faydive d'Uzès e Posquiêres, che era sorella del conte di Tolosa (Bernardus comes Convenarum filius sororis comitis Tolosani), Raimondo V di Tolosa.

Maria, per Bernardo IV, era la terza moglie, dopo Beatrice III di Bigorre, ripudiata e Comtors de la Barthe, da cui, secondo il documento n° XXXI della Histoire Générale de Languedoc 2nd Edn. Tome V, Preuves, Bernardo fu costretto a divorziare, a causa della loro consanguineità.

Anche con questo secondo matrimonio, Maria e Bernardo, in cambio di una dote in denaro accettarono la clausola che avrebbero rinunciato alla signoria di Montpellier, come da documento n° CCV del Liber instrumentorum mémorialium: cartulaire des Guillems de Montpellier.

A seguito dei maltrattamenti subiti dal marito, Maria ritornò a Montpellier, e fu ripudiata, ma il papa Innocenzo III costrinse Bernardo IV a riprendersi la moglie.

Nel 1202, suo padre, prima di morire fece testamento, dove dichiarava erede della signoria, il figlio maschio primogenito, Guglielmo, fratellastro di Maria, compensando Maria con un lascito in denaro, e, nel 1203, dopo l'amore del padre, il matrimonio tra Maria e Bernardo IV fu dichiarato nullo.
Alla morte del padre, nel settembre del 1203, il fratellastro Guglielmo divenne signore della città con il nome di Guglielmo IX.

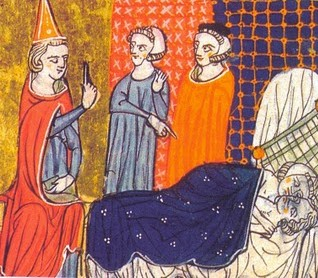
Miniatura del concepimento di Giacomo, da parte di Maria e Pietro II.

Gli abitanti di Montpellier però, nel 1204, cacciarono Guglielmo IX e, secondo la Cronaca Piniatense, spinsero Maria (la filla del noble princep Don Guillem de Montpeller…Maria, nieta del Emperador de Costantin noble) a sposare il re d'Aragona Pietro II, che, secondo le "Corónicas" Navarras, Pietro era figlio di Alfonso II (detto il Casto), re d'Aragona e conte di Barcellona, Gerona, Osona, Besalú, Cerdagna e di Rossiglione, e di Sancha di Castiglia (1154-1208), che a seguito del matrimonio divenne signore della città, con la clausola che il primo figlio della coppia, sia maschio che femmina, sarebbe stato signore di Montpellier, come conferma anche la Chronica Albrici Monachi Trium Fontium. Pietro accettò per i suoi interessi nel sud della Francia; il contratto di matrimonio tra Maria e Pietro II è riportato dallo Spicilegium sive collectio veterum aliquot scriptorum, Volume 3; il documento in cui Maria dona a Pietro II il governo delle sue proprietà è riportato dallo Spicilegium sive collectio veterum aliquot scriptorum, Volume 3.

La vita familiare della coppia non fu molto facile e fu la causa di una crisi di successione e il preludio alla futura separazione delle corone di Aragona e Catalogna, dai possedimenti francesi (gli abitanti di Montpellier erano per la regina Maria e contro Pietro); la nascita dell'erede, Giacomo consentì alla dinastia di proseguire nel controllo di entrambi i territori.

Secondo una leggenda riportata dalla Gran enciclopedia catalana Maria per poter restare incinta dovette introdursi, nell'oscurità, nel letto del marito, al posto di una sua amante; ed il frutto di questo incontro fu la nascita del principe Giacomo.
Pietro, che già, nel 1206, secondo la Gran enciclopedia catalana avrebbe voluto divorziare, dopo la nascita dell'erede, aveva ripreso a richiedere il divorzio, per sposare Maria del Monferrato, regina del regno di Gerusalemme. Per opporsi alle richieste del marito allora Maria di Montpellier si recò a Roma per avere giustizia dal papa, ottenendola. Ma mentre si trovava a Roma a perorare la sua causa Maria morì il 21 aprile del 1213.
Maria, nel 1209, in un primo testamento designò i Cavalieri templari quali responsabili della tutela del figlio Giacomo.

Per opporsi alle richieste del marito Maria di Montpellier si recò a Roma per avere giustizia dal papa, ottenendola, e, nell'ultimo testamento, datato 20 aprile 1213, Maria designò il papa Innocenzo III custode del figlio Giacomo.

Ma mentre si trovava a Roma a perorare la sua causa contro l'eventuale divorzio Maria morì il 21 aprile del 1213. Fu inumata nella cappella di santa Petronilla (in seguito distrutta) in San Pietro a Roma.
In quello stesso anno moriva anche Pietro II, il 14 settembre 1213, durante la battaglia che si accese a seguito della controffensiva delle truppe francesi comandate da Simone IV di Montfort, Conte di Leicester; la morte di Pietro II viene riportata anche dagli Annales Compostellani (Petrus Rex Aragoniæ fuit interfectus a Gallis apud Castrum quod dicitur Muret, II Idus Septembris Era MCCLI).
Il figlio di Maria e Pietro II, Giacomo, ancora bambino, di circa cinque anni, legittimo erede di entrambi, che viveva nel feudo aragonese di Carcassonne, governato da Simone di Montfort, in quanto promesso ad una figlia di Simone rimase nelle mani di Simone e fu liberato e poté rientrare in Aragona, solo nel 1214, dopo ripetute pressioni del papa. Rientrato in Aragona, Giacomo, come da espresso desiderio della madre, rimase sotto la tutela dei Cavalieri templari, il cui gran Maestro era Guglielmo di Montredò, nel castello di Monzón, ed ebbe come reggente il Conte di Rossiglione, Sancho Raimúndez, prozio di Giacomo e figlio del Conte di Barcellona, Ramón Berenguer IV.

## Figli
Maria al suo secondo marito Bernardo diede due figlie:
- Matilde di Comminges, citata nel testamento della madre, del 20 aprile 1213: (Jacobum filium Regis Aragonum et meum…duæ filiæ meæ Mathildis…et Perona)[22], che sposò il visconte de la Barthe, Sancho III, figlio di Arnaldo Guglielmo I.
- Petronilla di Comminges, anche lei citata nel testamento della madre, del 20 aprile 1213: (Jacobum filium Regis Aragonum et meum…duæ filiæ meæ Mathildis…et Perona)[22], che sposò il conte d'Astarac, Centulo I.

Maria diede a Pietro due figli:
- Sancha (1205-1206), fidanzata, alla nascita, con l'erede della contea di Tolosa, Raimondo, come confermato dallo Spicilegium, Volume 3[28];
- Giacomo I (1208 - 1276), re d'Aragona, di Maiorca e di Valencia, Conte di Barcellona e d'Urgell, e signore d Montpellier[4].

## Ascendenza
|                               |                     |                    | Genitori              |  |  | Nonni |  |  | Bisnonni |  |  | Trisnonni |  |
|                               |                     |                    |                       |  |  |       |  |  | …        |  |  | …         |  |
|                               |                     |                    |                       |  |  |       |  |  | …        |  |  | …         |  |
|                               |                     | …                  |                       |  |  |       |  |  | …        |  |  |           |  |
| Guglielmo VII di Montpellier  |                     |                    |                       |  |  |       |  |  | …        |  |  |           |  |
|                               |                     | …                  | …                     |  |  |       |  |  |          |  |  |           |  |
|                               |                     | …                  | …                     |  |  |       |  |  |          |  |  |           |  |
|                               |                     | …                  | …                     |  |  |       |  |  |          |  |  |           |  |
| Guglielmo VIII di Montpellier |                     | …                  |                       |  |  |       |  |  |          |  |  |           |  |
|                               |                     | …                  | …                     |  |  |       |  |  |          |  |  |           |  |
|                               |                     | …                  | …                     |  |  |       |  |  |          |  |  |           |  |
|                               |                     | …                  | …                     |  |  |       |  |  |          |  |  |           |  |
| Matilda di Borgogna           |                     | …                  |                       |  |  |       |  |  |          |  |  |           |  |
|                               |                     | …                  | …                     |  |  |       |  |  |          |  |  |           |  |
|                               |                     | …                  | …                     |  |  |       |  |  |          |  |  |           |  |
|                               |                     | …                  | …                     |  |  |       |  |  |          |  |  |           |  |
| Maria di Montpellier          |                     | …                  |                       |  |  |       |  |  |          |  |  |           |  |
|                               | Giovanni II Comneno | Alessio I Comneno  |                       |  |  |       |  |  |          |  |  |           |  |
|                               | Giovanni II Comneno | Alessio I Comneno  |                       |  |  |       |  |  |          |  |  |           |  |
|                               | Giovanni II Comneno | Irene Ducaena      |                       |  |  |       |  |  |          |  |  |           |  |
| Isacco Comneno                | Giovanni II Comneno |                    |                       |  |  |       |  |  |          |  |  |           |  |
|                               |                     | Piroska d'Ungheria | Ladislao I d'Ungheria |  |  |       |  |  |          |  |  |           |  |
|                               |                     | Piroska d'Ungheria | Ladislao I d'Ungheria |  |  |       |  |  |          |  |  |           |  |
|                               |                     | Piroska d'Ungheria | Adelaide di Svevia    |  |  |       |  |  |          |  |  |           |  |
| Eudocia Comnena               |                     | Piroska d'Ungheria |                       |  |  |       |  |  |          |  |  |           |  |
|                               |                     | …                  | …                     |  |  |       |  |  |          |  |  |           |  |
|                               |                     | …                  | …                     |  |  |       |  |  |          |  |  |           |  |
|                               |                     | …                  | …                     |  |  |       |  |  |          |  |  |           |  |
| Irene Synadene                |                     | …                  |                       |  |  |       |  |  |          |  |  |           |  |
|                               |                     | …                  | …                     |  |  |       |  |  |          |  |  |           |  |
|                               |                     | …                  | …                     |  |  |       |  |  |          |  |  |           |  |
|                               |                     | …                  | …                     |  |  |       |  |  |          |  |  |           |  |
|                               |                     | …                  |                       |  |  |       |  |  |          |  |  |           |  |

### Fonti primarie
- (LA) España Sagrada, volume XXIII..
- (LA) "Corónicas" Navarras (PDF)..
- (LA) Crónica de San Juan de la Peña (PDF)..
- (LA) Monumenta Germaniae Historica, Scriptores, Tomus XXIII. URL consultato il 1º marzo 2020 (archiviato dall'url originale il 23 settembre 2015)..
- (LA)  Spicilegium, Volume 3.
- (FR)  Histoire générale de Languedoc, Tome IV.
- (LA)  #ES Liber instrumentorum mémorialium: cartulaire des Guillems de Montpellier.
- (LA)  Gallia christiana novissima, Volume 2.

### Letteratura storiografica
- Rafael Altamira, La Spagna (1031-1248), in Storia del mondo medievale, vol. V, 1999, (pp. 865–896)
- E.F. Jacob, Innocenzo III, op. cit., vol. V, 1999 (pp. 5–53)
- (es) (la) Los condes de Barcelona vindicados, vol. II.
- (FR)  LA VASCONIE.
- (FR)  Histoire générale de Languedoc, Notes, tomus II.